# أفضلية مطلقة

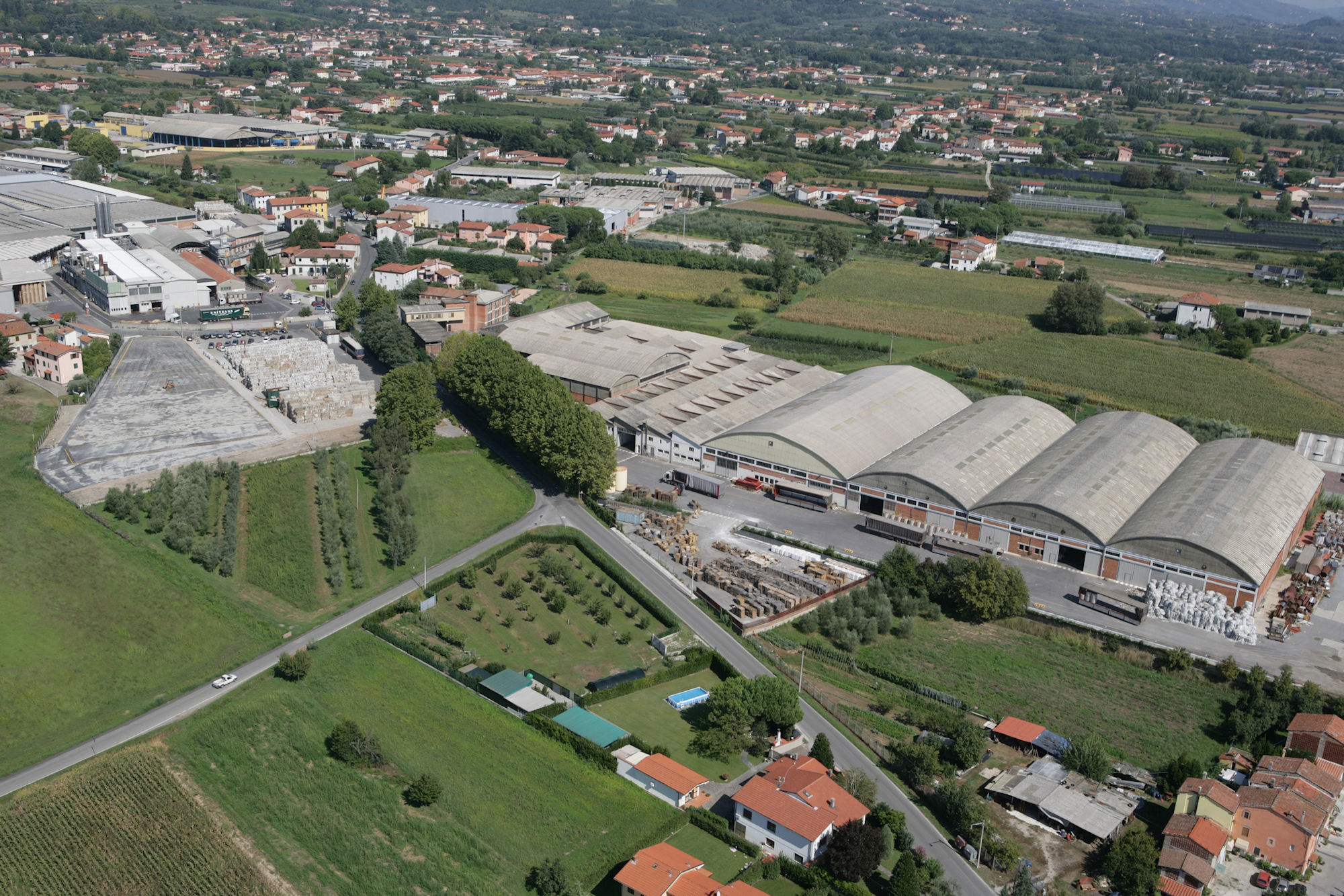

الأفضلية المطلقة أو الميزة المطلقة (بالإنجليزية: Absolute Advantage)‏  هي عندما يتمكن المُنتِج من إنتاج سلعة أو خدمة ما بكميات أكبر بنفس التكلفة، أو نفس الكمية بتكلفة أقل ، مقارنةً بالمُنتِجين الآخرين.
.

## تعريف
يمكن تعريف الأفضلية المطلقة بأنها مصطلح يشير إلى أفضلية تتمتع بها دولة عندما تكون قادرة، رغم استخدامها موارد محدودة جدا، على إنتاج مقدار يزيد عما تنتجه دول أخرى تعالج نفس الموارد.

في الاقتصاد الدولي تمثل الميزة المطلقة قدرة الدولة A على إنتاج سلعة ما بشكل أكثر كفاءة (أي بمخرجات أكثر لكل وحدة من المدخلات) من الدولة B، وامتلاك الميزة المطلقة لايعني بالضرورة ان في وسع الدولة A تصدير سلعتها إلى الدولة B بنجاح فقد يكون لدى الدولة B ميزة نسبية أو مايسمى (أفضلية مقارنة).

## مفهوم
هي نظرية تعود لعالم الاجتماع آدم سميث عام 1776 م وتهتم بالدول التي لديها فائض أو ميزة ما في إنتاج سلعة معينة. فيجب على الدولة ان تهتم في إنتاج هذه السلعة.
يجادل سميث بأن تخصص الدول في المنتجات التي يتمتع كل منها بميزة مطلقة فيها ثم تداول تلك المنتجات ، يمكن أن يجعل جميع البلدان أفضل حالًا.

مثال :
دولتين مثال أمريكا والصين كل الدولتين تنتج القماش ولكن يوجد اختلاف في الموارد اللازمة للإنتاج في أمريكا أكثر من الصين. في هذه الحالة يمكن للولايات المتحدة التخصص في إنتاج هذا المنتج ويحصل التبادل التجاري بين الدولتين فتتحقق الفائدة وفقا لهذه النظرية.

## وصلات خارجية
- الأفضلية المطلقة - منظمة التجارة العالمية[وصلة مكسورة]